# Coazzolo
Coazzolo (piemontiul: Coasseul) település Olaszországban, Piemont régióban, Asti megyében. Lakosainak száma 292 fő (2023. január 1.). Coazzolo Castagnole delle Lanze, Castiglione Tinella, Mango, Neive és Santo Stefano Belbo községekkel határos.

## Népesség
A település lakossága az elmúlt években az alábbi módon változott:
| Lakosok száma | 298  | 284  | 292  |
|               | 2017 | 2018 | 2023 |